# 예올
예올은 한민족의 훌륭한 문화유산을 계승․보존하기 위한 문화재 보호 운동을 후원하고 전통문화에 대한 국민의 이해증진에 이바지하기 위하여 2002년 6월 17일 설립된 대한민국 문화재청 소관의 재단법인이다. 사무실은 서울특별시 종로구 가회동 177-6 (북촌로 50-3) 에 있다.

## 주요 사업
- 문화재 및 문화재 주변 환경 모니터링 체계 수립 및 가동
- 문화유적지에 설치된 안내판 정비(영문 문안 포함)
- 문화재 복원 연구 지원 등
- 공예장인에 대한 활동 지원 및 현대화 상품 개발 기획
- 현대의 공예디자이너 활동 지원 및 전통공예와의 접목을 통한 미래의 공예품 개발 기획
- 한국의 문화유산을 내,외국인들에게 알리기 위한 교육프로그램 운영